# Кумар, Амир
Амир Чанд Кумар (англ. Amir Chand Kumar, 10 августа 1923 — 25 января 1980) — индийский хоккеист (хоккей на траве), полузащитник. Двукратный олимпийский чемпион 1948 и 1956 годов.

## Биография
Амир Кумар родился 10 августа 1923 года.
Играл в хоккей на траве за Бомбей.
В 1948 году вошёл в состав сборной Индии по хоккею на траве на Олимпийских играх в Лондоне и завоевал золотую медаль. Играл на позиции полузащитника, провёл 4 матча, мячей не забивал.
В 1956 году вошёл в состав сборной Индии по хоккею на траве на Олимпийских играх в Мельбурне и завоевал золотую медаль. Играл на позиции полузащитника, провёл 4 матча, мячей не забивал.
Умер 25 января 1980 года.